# Journal of Mathematical Biology
Journal of Mathematical Biology est une revue scientifique mensuelle internationale à comité de lecture publiée par Springer pour la Société européenne de biologie mathématique et théorique (ESMTB). Le facteur d'impact en 2015 est 1,716 (Journal Citation Reports).
Le journal publie tous les aspects liés à la modélisation et à la représentation des phénomènes liés à la biologie.

## Indexation
Ce journal est indexé dans :
- Thomson Reuters
BIOSIS
Biological Abstracts
Current Contents / Life Sciences
Journal Citation Reports
Science Citation Index Expanded
Zoological Record
PubMed/Medline (Web of Knowledge)
- Gale
Academic OneFile
Expanded Academic
- EBSCO Information Services
Academic Search
EBSCO Industries
- NAL Catalog
AGRICOLA
- CAB Direct
CAB Abstracts
Global Health
- American Chemical Society
Chemical Abstracts Service
- Elsevier
Embase
EMBiology
- Autres
Current Index to Statistics
Digital Mathematics Registry
Google Scholar
IBIDS
International Bibliography of Periodical Literature (IBZ)
Mathematical Reviews
OCLC
Scopus
Summon by Serial Solutions
VINITI - Russian Academy of Science
Zentralblatt Math

## Autres publications dans le domaine desmathématiques appliquéesà labiologieet lacognition
- Notices d'autorité :   - WorldCat
- Ressources relatives à la recherche :   - Mir@bel
  - NLM Catalog
  - Scopus
  - Springer
- The Journal of Mathematical Neuroscience (en) « The Journal of Mathematical Neuroscience »
- Cognitive Computation